# Basílica de San Miniato al Monte

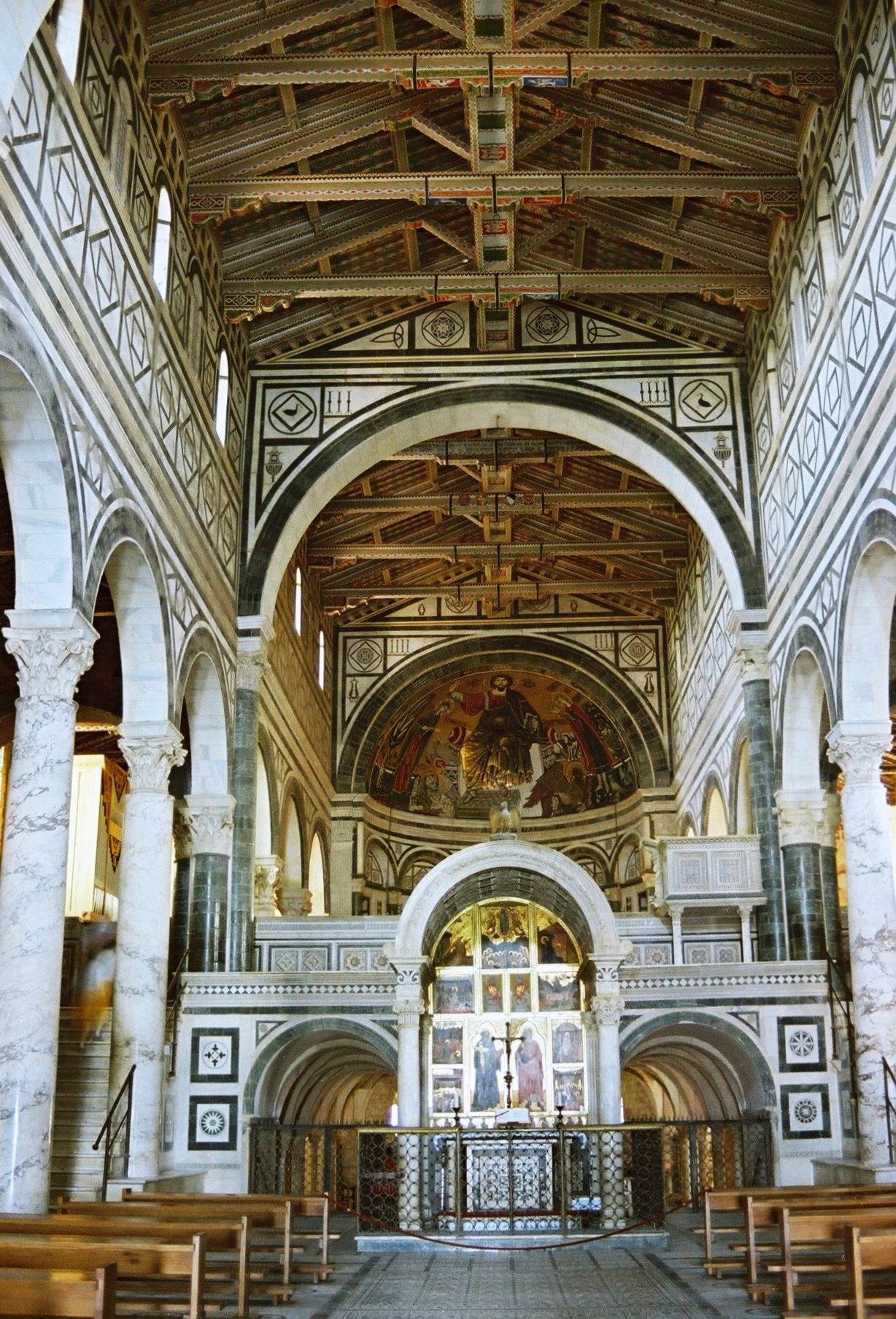
San Miniato al Monte, interior.

A Basílica di San Miniato al Monte fica no topo de um dos mais altos pontos de Florença e tem sido descrita como a estrutura românica mais bela da Toscana e uma das igrejas mais bonitas da Itália.
São Miniato foi o primeiro mártir de Florença, possivelmente um mercador grego ou um príncipe armênio, que deixou sua casa para fazer uma peregrinação a Roma. Chegou em Florença em 250 DC e tornou-se um ermitão. Foi decapitado durante as perseguições anticristãs do Imperador Décio e, diz a lenda, pegou sua própria cabeça e atravessou o Rio Arno, voltando para sua solidão no Mons Fiorentinus. 

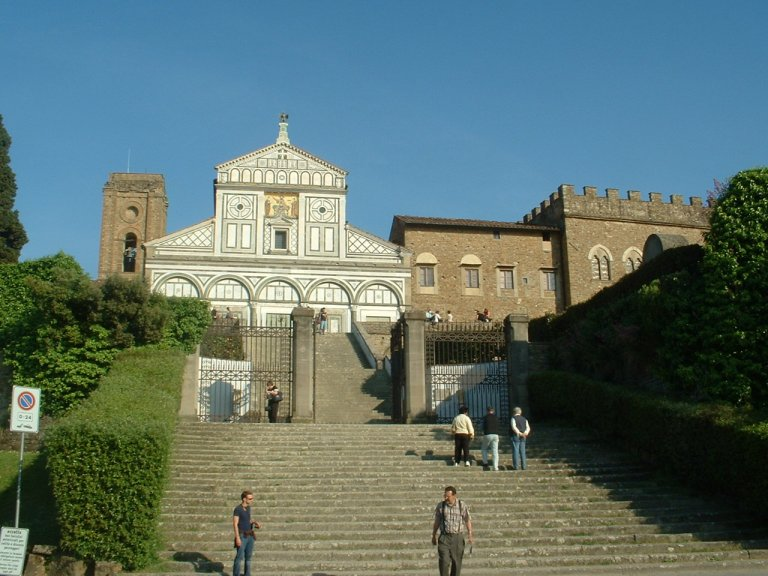
Escadaria de acesso à basílica, com o Palazzo dei Vescovi a San Miniato al Monte à direita.

A construção da atual igreja começou em 1013 pelo Bispo Alibrando. Começou como um monastério beneditino, mas hoje é dos monges Olivetanos, que produzem um famoso licor, mel e um tisane (chá) vendidos em uma loja ao lado da igreja.  Durante o cerco a Florença, em 1530, foi usada como posto de artilharia e Michelângelo ordenou que se colocassem colchões ao seu redor para que ficasse protegida do fogo inimigo. 
O centro da nave é dominado pela bonita Cappella del Crocefisso, projetada por Michelozzo em 1448 e decorada com afrescos de Agnolo Gaddi e decoração em terracota de Luca della Robbia. O altar superior supostamente contém os osso de São Miniato.  
A sacristia é decorada com afrescos da vida de São Benedito por Spinello Aretino. 

## Cappella del Cardinale del Portogallo

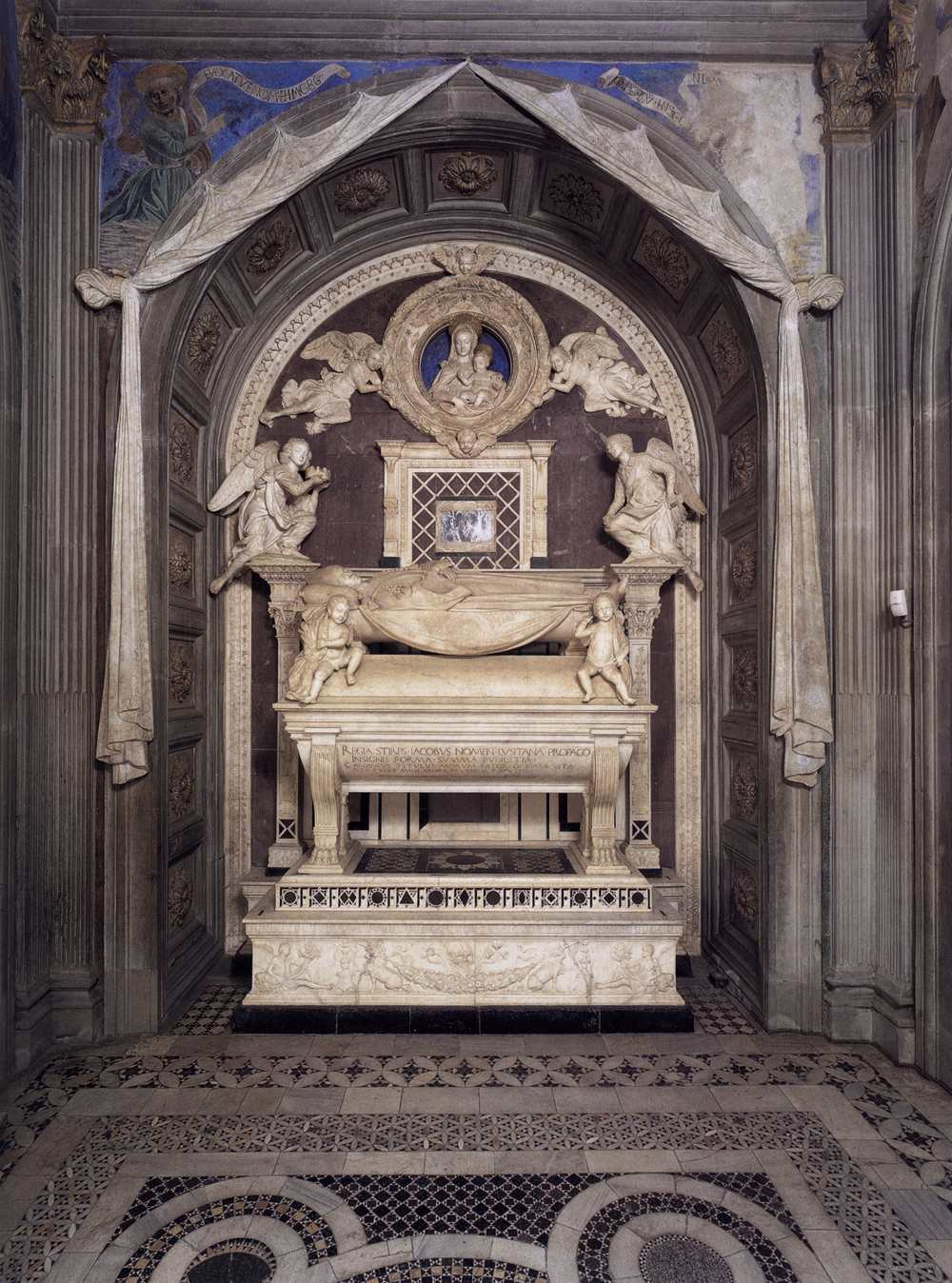
Tumba de D. Jaime de Portugal, na Basílica de San Miniato, em Florença, obra dos irmãos Rosselino

A Cappella del Cardinale del Portogallo, ou Capela do Cardeal de Portugal, é um memorial ao Cardeal D. Jaime de Portugal, embaixador português em Florença. A Capela, que abriga o túmulo do Cardeal, foi projetada por Antonio Manetti e finalizada por Giovanni Rossellino. A decoração é de Alesso Baldovinetti e Luca della Robbia sendo dos irmãos Antonio del Pollaiolo e Piero del Pollaiolo a pintura central do altar, o Painel do Cardeal de Portugal, cujo original se encontra presentemente na Galleria degli Uffizi.

## Cemitério
No cemitério, chamado Porte Sante, estão os túmulos de Carlo Collodi, criador do Pinóquio, Giovanni Spadolini (político), Pietro Annigoni (pintor), Luigi Ugolini (poeta e autor), Mario Cecchi Gori (produtor de filmes), Libero Andreotti (escultor) e Giovanni Papini (escritor).